# Верхнеборовая
Верхнеборова́я — село в Серышевском районе Амурской области, Россия. Входит в Сосновский сельсовет.

## География
Село Верхнеборовая расположено к юго-востоку от пос. Серышево, в 24 км юго-восточнее автотрассы областного значения Серышево — Новокиевский Увал — Февральск — Златоустовск.
Дорога к селу Автономовка идёт от пос. Серышево через сёла Украинка, Верное, Сосновка, Державинка и Автономовка, расстояние до районного центра — 50 км.
Расстояние до административного центра Сосновского сельсовета села Сосновка — 19 км.
Село Верхнеборовая — спутник села Автономовка.

## Население
| 2002 | 2010 | 2012 | 2013 | 2014 | 2015 | 2016 |
| ---- | ---- | ---- | ---- | ---- | ---- | ---- |
| 63   | ↘38  | →38  | ↘36  | ↘33  | ↗35  | →35  |
| 2017 | 2018 |      |      |      |      |      |
| ↗36  | →36  |      |      |      |      |      |

## Инфраструктура
Сельскохозяйственные предприятия Серышевского района.